# برج آی‌بی
برج آی‌بی(به انگلیسی: IB Tower) یک برج ۲۷۴ متری واقع در مالزی می‌باشد. ساخت و ساز این ساختمان ۲۰۱۱ شروع شده‌است. تعداد طبقاتش ۵۳ است.